# Chromousambilla
Chromousambilla is een geslacht van rechtvleugeligen uit de familie Lentulidae. De wetenschappelijke naam van dit geslacht is voor het eerst geldig gepubliceerd in 1981 door Jago.

## Soorten
Het geslacht Chromousambilla omvat de volgende soorten:
- Chromousambilla burttii Jago, 1981
- Chromousambilla latistriata Ramme, 1929
- Chromousambilla mweruensis Jago, 1981
- Chromousambilla robertsoni Jago, 1981
- Chromousambilla veseyi Jago, 1981